# Wrzosowisko Przemkowskie
Wrzosowisko Przemkowskie este o arie protejată (sit de importanță comunitară — SCI) din Polonia întinsă pe o suprafață de 6.675,91 ha, integral pe uscat.

## Localizare
Centrul sitului Wrzosowisko Przemkowskie este situat la coordonatele 51°26′00″N 15°40′48″E / 51.4334°N 15.6799°E.

## Înființare
Situl Wrzosowisko Przemkowskie a fost declarat sit de importanță comunitară în aprilie 2004 pentru a proteja 5 specii de animale.

## Biodiversitate
Situată în ecoregiunea continentală, aria protejată conține 3 habitate naturale: Vegetație psamofilă uscată cu pășuni deschise de Corynephorus și Agrostis, Pajiști uscate europene, Păduri central-europene de pin scoțian cu licheni.
La baza desemnării sitului se află mai multe specii protejate:
- amfibieni (1): buhai de baltă cu burta roșie (Bombina bombina)
- mamifere (4): liliac cârn (Barbastella barbastellus), lupul (Canis lupus), liliac cu urechi mari (Myotis bechsteinii), liliac comun (Myotis myotis)